# Moshiogusa
Moshiogusa (jap. 藻汐草) – słownik japońsko-ajnuski skompilowany w 1792 przez Chōzaburō Abe i Kumajirō Ueharę. Wydany w 1804, liczył 202 strony i zawierał ok. 3000 haseł. Składał się z kilku działów tematycznych m.in.: Niebo i ziemia; Człowiek; Ciało; Usta, nos, uszy, oczy, serce; Narzędzia i surowce.
Dołączono do niego również kilka tekstów ajnuskich zapisanych katakaną.
Był podstawą dla pierwszego samodzielnego słownika języka ajnuskiego wydanego poza Japonią, opracowanego przez Austriaka Augusta Pfitzmaiera.